# Млинек (потік)
Млинек — потік в Україні, у Ківерцівському районі Волинської області. Права притока Стрипи, (басейн Дніпра).

## Опис
Довжина потоку приблизно 8,70 км, найкоротша відстань між витоком і гирлом — 6,64  км, коефіцієнт звивистості потоку — 1,31 . Формується багатьма безіменними струмками. Частково каналізований.

## Розташування
Бере початок на східній стороні від села Клубочин у хвойному заболоченому лісі в урочищі Млинек. Тече переважно на північний схід через Берестяне і на північно-східній оклиці села впадає у річку Стрипу, ліву притоку Кормину.

## Цікавинки
- Неподалік від верхів'я потоку розташований Лопатенський історико-природничий музейний комплекс[3].
- У селі Берестяне потік перетинає автошлях Т 0212[2].